# تمب گروه
تمب گروه، روستایی از توابع بخش شیبکوه شهرستان فسا در استان فارس ایران است.

## جمعیت
این روستا در دهستان میانده قرار دارد و براساس سرشماری مرکز آمار ایران در سال ۱۳۸۵، جمعیت آن زیر سه خانوار بوده‌است.